# Vernon Isaac
Vernon „Vern“ Clarence Isaac (* 21. Oktober 1913 in Pittsburg (Texas); † 16. Dezember 1999) war ein US-amerikanischer Jazzmusiker (Vibraphon, Tenorsaxophon, Klarinette) und Bandleader, der lange Jahre in Kanada lebte und ein Förderer der Jazzszene von Ottawa war.

## Leben und Wirken
Isaac wuchs in Oklahoma City auf und ging bis 1928 auf dieselbe Schule wie damals Lester Young, Walter Page, Hot Lips Page, Charlie Christian und Jimmy Rushing. Nach ersten Erfahrungen in Theatershows, in denen er als Tänzer und Musiker tätig war, lebte er Anfang der 1930er Jahre in Kansas City, wo er mit Musikern wie Bennie Moten, Cab Calloway, Lionel Hampton und Charlie Parker auftrat. Isaac tourte in den 1930er Jahren durch die Vereinigten Staaten und spielte in dieser Zeit bei Count Basie (sowohl 1933 als auch 1939), Fletcher Henderson und kurzzeitig bei Duke Ellington, lebte aber auch mehrere Jahre bei Los Angeles, wo er unter anderem in einer Bigband spielte. Während seines Militärdienstes im Zweiten Weltkrieg ab 1942 leitete er eine Armeeband in Nordafrika und Italien. Nach Kriegsende lebte er seit 1946 für eine Weile (wie schon seit 1939) in Philadelphia, wo er u. a. in Bands mit John Coltrane, Pete Biggs, Sonny Rollins und Pearl Bailey spielte und die Band Three Jacks and a Jill gründete. In der Formation spielte auch der Bassist Charles Biddle, mit dem er 1948 nach Montreal zog, wo er bis 1973 lebte. Er leitete dort Showbands, die im Montmartre und Rockhead’s Paradise auftraten; er leitete außerdem das L.V.J. Trio und tourte mit verschiedenen Bands durch Kanada.

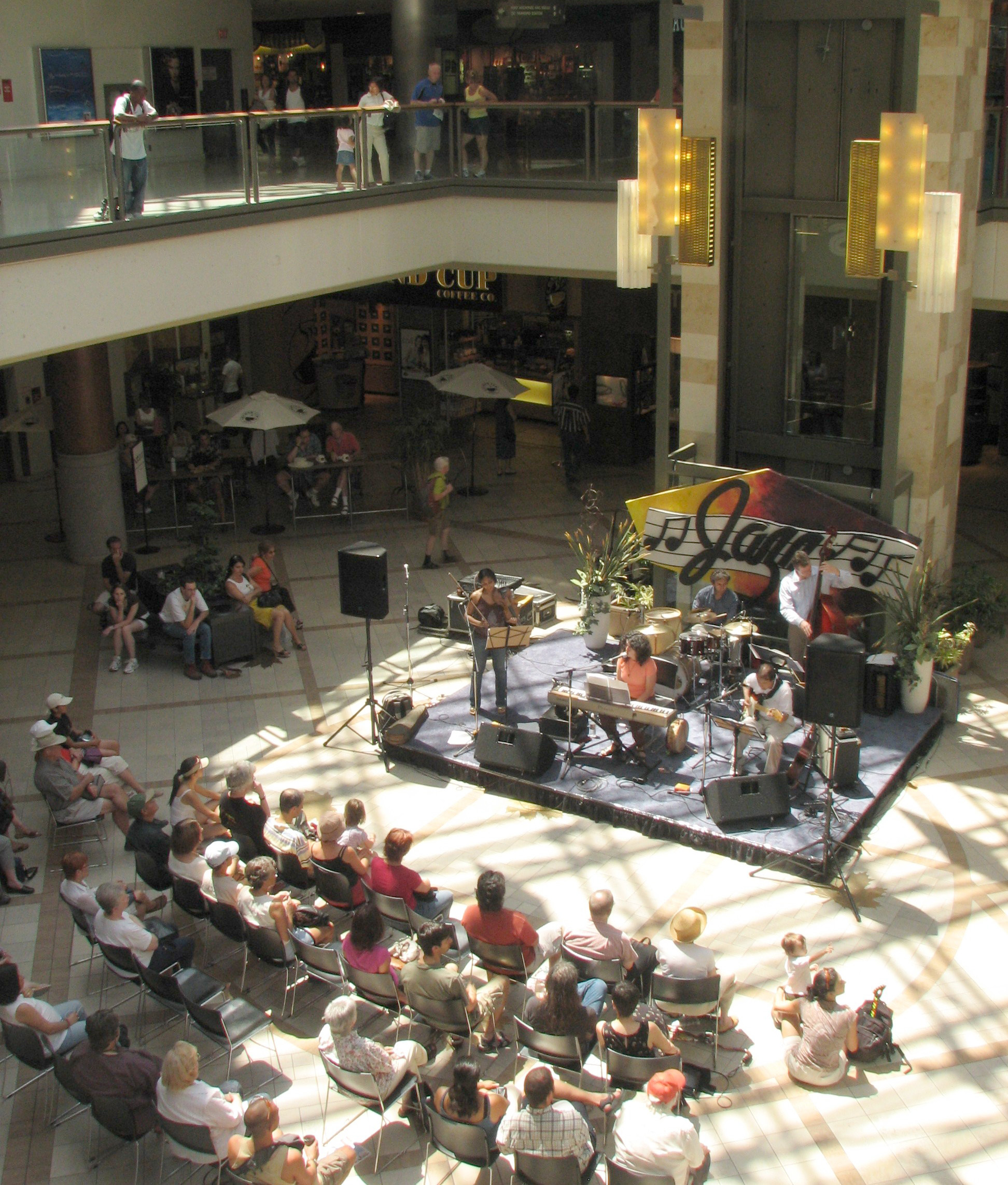
Das Ottawa International Jazz Festival im Rideau Centre 2006

Ab Mitte der 1970er Jahre lebte Isaac in Ottawa, wo er Gründungsmitglied und Vorsitzender der Initiative Jazz Ottawa war, u. a. verantwortlich für das Ottawa International Jazz Festival. Dort gründete er Mitte der 1970er Jahre eine eigene Big Band, mit der er 1991 auf dem Festival International de Jazz de Montréal konzertierte. Nach seinem Tode 1999 riefen Freunde die Vernon Isaac Memorial Scholarship ins Leben.

## Diskographische Hinweise
- L.V.J. Trio: The Big Bamboo (1968, Vintage SCV) mit Jimmy Valdez (Orgel), Lem Neal (Schlagzeug)
- Vernon Isaac Orchestra: Live! Downstairs San Antonio Rose (1984, V.I.C. Records)